# Ян Маттссон
Ян Маттссон (швед. Jan Mattsson, нар. 17 квітня 1951) — шведський футболіст, що грав на позиції нападника. Один з найкращих бомбардирів чемпіонату Швеції першої половини 1970-х.
По завершенні ігрової кар'єри — футбольний тренер.

## Клубна кар'єра
У дорослому футболі дебютував 1969 року виступами за команду «Естерс», в якій провів шість сезонів. Швидко став гравцем основного складу команди та її головним бомбардиром. За результатами сезону 1973 року із 20-ма забитими голами став найкращим бомбардиром першості Швеції. Протягом наступних двох сезонів утримував це звання, причому в сезоні 1975 року відзначився неймовірним 31 голом у 26 іграх першості.
Непересічна результативність нападника привернула до нього увагу представників іноземних клубів, і того ж 1975 року він перейшов до західнонімецької «Фортуни» (Дюссельдорф). У новій команді не виправдав сподівань тренерьского штабу і не зумів продемонструвати свої бомбардирські якості на рівні Бундесліги.
Тож вже наприкінці 1976 року шведський нападник перейшов до друголігового «Баєра Юрдінген». На рівні другого німецького дивізіону регулярно отримував ігровий час і відзачався голами за команду із Крефельда. 1979 року допоміг їй, посівши друге місце, підвищитися у класі, тож наступні два сезони відіграв за неї у Бундеслізі.
1981 року повернувся на батьківщину, до рідного «Естерса», де знову став важливою фігурою в атакувальній ланці, допомігши команді стати чемпіоном Швеції 1981 року. Захищав її кольори до припинення виступів на професійному рівні у 1984.

## Виступи за збірну
1973 року дебютував в офіційних матчах у складі національної збірної Швеції.
Загалом протягом чотирирічної кар'єри в національній команді провів у її формі 13 матчів. Попри високу результативність на клубному рівні у формі національної збірної забитими голами відзначитися не зумів.

## Кар'єра тренера
Розпочав тренерську кар'єру, повернувшись до футболу після невеликої перерви, 1990 року, очоливши тренерський штаб «Сундсвалля».
Згодом 1983 року тренував «М'єльбю», а протягом 1998–2001 років очолював тренерський штаб рідного «Естерса».

## Титули і досягнення

### Командні
- Чемпіон Швеції (1):

«Естерс»: 1981

### Особисті
- Найкращий бомбардир чемпіонату Швеції (3):

1973 (20 голів), 1974 (22 голи), 1975 (31 гол)